# Trialeurodes meggitti
Trialeurodes meggitti là một loài côn trùng cánh nửa trong họ Aleyrodidae, phân họ Aleyrodinae.
Trialeurodes meggitti được Singh miêu tả khoa học đầu tiên năm 1933.